# Todd Nelson
Todd Nelson (The Dalles, 18 marzo 1961) è un ex tennista statunitense.

## Carriera
Ottenne il suo best ranking in singolare il 16 giugno 1986 con la 58ª posizione, mentre nel doppio divenne il 2 febbraio 1987 il 48º del ranking ATP.
In singolare, nel 1988, raggiunse la finale del Grand Prix de Tennis de Lyon; in quell'occasione venne sconfitto dal senegalese Yahiya Doumbia con il punteggio di 4-6, 6-3, 3-6. Stessa sorte fu ottenuta nelle quattro finali raggiunte in doppio, la prima delle quali negli U.S. Pro Tennis Championships in coppia con il connazionale Phil Williamson. Nel 1986, sempre in doppio, raggiunse in coppia con il sudafricano Gary Muller le semifinali degli US Open 1986; vennero sconfitti dalla coppia formata da Andrés Gómez Santos e da Slobodan Živojinović, futuri vincitori del torneo. Questo fu il miglior risultato raggiunto in carriera in un torneo del grande slam.

## Statistiche

### Tornei ATP

#### Singolare

##### Sconfitte in finale (1)
| Legenda                                              |
| Grande Slam (0)                                      |
| ATP World Tour Finals (0)                            |
| ATP Super 9 / ATP Masters Series (0)                 |
| ATP Championship Series / ATP International Gold (0) |
| ATP World Series / ATP International Series (1)      |

| Numero | Data            | Torneo                              | Superficie    | Avversario in finale | Punteggio     |
| 1.     | 8 febbraio 1988 | Grand Prix de Tennis de Lyon, Lione | Sintetico (i) | Yahiya Doumbia       | 4-6, 6-3, 3-6 |

#### Doppio

##### Sconfitte in finale (4)
| Legenda                                              |
| Grande Slam (0)                                      |
| ATP World Tour Finals (0)                            |
| ATP Super 9 / ATP Masters Series (0)                 |
| ATP Championship Series / ATP International Gold (0) |
| ATP World Series / ATP International Series (4)      |

| Numero | Data            | Torneo                                     | Superficie  | Compagno        | Avversari in finale                 | Punteggio     |
| 1.     | 10 luglio 1989  | U.S. Pro Tennis Championships, Boston      | Terra rossa | Phil Williamson | Andrés Gómez Santos Alberto Mancini | 6-3, 3-6, 4-6 |
| 2.     | 9 ottobre 1989  | Grand Prix de Tennis de Toulouse, Tolosa   | Cemento (i) | Roger Smith     | Mansour Bahrami Éric Winogradsky    | 2-6, 6-7      |
| 3.     | 9 luglio 1990   | Hall of Fame Tennis Championships, Newport | Erba        | Bryan Shelton   | Darren Cahill Mark Kratzmann        | 6-7, 2-6      |
| 4.     | 21 ottobre 1991 | Philips Open, Guarujá                      | Cemento     | Bret Garnett    | Jacco Eltingh Paul Haarhuis         | 3-6, 5-7      |

### Tornei minori

#### Doppio

##### Vittorie (4)
| Legenda tornei minori |
| Challenger (4)        |
| Futures (0)           |

| Numero | Data             | Torneo                                  | Superficie  | Compagno          | Avversari in finale          | Punteggio     |
| 1.     | 14 luglio 1986   | Schenectady Challenger, Schenectady     | Cemento     | Gary Muller       | Matt Anger Russell Simpson   | 6-2, 6-4      |
| 2.     | 9 agosto 1992    | New Haven Challenger, New Haven         | Cemento     | Leander Paes      | Jeremy Bates Byron Black     | 7-5, 2-6, 7-6 |
| 3.     | 30 novembre 1992 | Naples Challenger, Naples               | Terra verde | Tobias Svantesson | Mark Knowles Alex O'Brien    | 2-6, 6-3, 6-4 |
| 4.     | 15 febbraio 1993 | Rancho Mirage Challenger, Rancho Mirage | Cemento     | Tobias Svantesson | T. J. Middleton Kenny Thorne | 7-6, 6-3      |